# 우치군

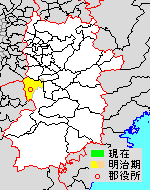
나라현 우치군의 범위(연노랑: 후에 다른 군에 편입된 구역)

우치군(宇智郡, うちぐん)은 나라현(야마토국)에 있던 군이다.

## 군역
1880년 군역으로 발족 당시의 군역은 아래 구역에 해당한다.
- 고조시의 일부
- 요시노군 오요도정의 일부

## 역사

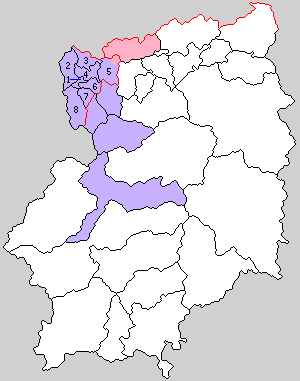
1.고조정 2.마키노촌 3.기타우치촌 4.우치촌 5.아타촌 6.노하라촌 7.미나미우치촌 8.사카아이베촌 (보라: 고조시 빨강: 요시노군 오요도정)

- 1889년 4월 1일 - 정촌제 시행으로, 아래의 정촌이 이 발족. 따로 적은 경우 외에는 현 고조시.(1정 7촌)
  - 고조정(五條町)
  - 마키노촌(牧野村)
  - 기타우치촌(北宇智村)
  - 우치촌(宇智村)
  - 아타촌(阿太村): 현 요시노군 오요도정, 고조시
  - 노하라촌(野原村)
  - 미나미우치촌(南宇智村)
  - 사카아이베촌(阪合部村)
- 1891년 9월 24일 - 아타촌이 분할되어, 일부에 오아다촌(大阿太村)이, 잔여부에 미나미아타촌(南阿太村)이 각각 발족.(1정 8촌)
- 1928년 11월 3일 ‐ 노하라촌이 정제 시행으로 노하라정(野原町)이 됨.(2정 7촌)
- 1952년 7월 1일 ‐ 오아다촌의 일부가 요시노군 오요도정에 편입.
- 1957년 10월 15일 ‐ 고조정·마키노촌·기타우치촌·우치촌·오아다촌·미나미아타촌·노하라정·사카아이베촌이 합병하여, 고조시(五條市)가 발족, 군에서 이탈.(1촌)
- 1959년 1월 1일 ‐ 미나미우치촌이 고조촌에 편입. 당일 우치군은 소멸됨.